# سلطة النقد بروناي دار السلام
سلطة النقد بروني دار السلام هو البنك المركزي في بروناي . تم تأسيسه بموجب أمر، عام 2010، وبدأ تشغيله في 1 يناير 2011.

## التاريخ
تم إنشاء مجلس العملة بروناي في 12 يونيو 1967، وإدخال الدولار بروناي كعملة جديدة بروناي في استبدال دولار مالايا وبورنيو البريطاني بعد اتفاقية اتحاد العملة بين ماليزيا وسنغافورة وبروناي تم إنهاء أصدرت عملاتها الخاصة التي ظلت قابلة للتبديل حتى 8 مايو 1973، عندما أنهت ماليزيا الاتفاقية مع سنغافورة وبروناي. لا تزال اتفاقية تبادل العملات بين سنغافورة وبروناي قائمة. في 27 يونيو 2007، احتفلت سنغافورة وبروناي بالذكرى الأربعين لاتفاقية تبادل العملات (منذ 12 يونيو 1967) مع الإصدار المشترك من السندات التذكارية بقيمة 20 دولارًا.
تم حل مجلس عملة بروناي وإعادة تجنيده تحت الاسم الجديد «مجلس العملة والنقود في بروناي» عملاً بالمادة 3-1 من النظام النقدي والنقدي لعام 2004 في 1 فبراير 2004. وقد نجحت بعد ذلك من قبل سلطة النقد في بروناي دار السلام (بروناي دار السلام) في عام 2011.

## روابط خارجية
- الموقع الرسمي: أوتوريتي مونيتاري بروناي دار السلام نسخة محفوظة 27 فبراير 2014 على موقع واي باك مشين.